# Гибель футбольных команд в авиакатастрофах

В данном списке приводятся авиакатастрофы с массовой гибелью известных футболистов.

## 4 мая 1949 года. «Торино»
- В 1949 году итальянский футбол лишился некоторых из лучших своих футболистов. Самолёт, на котором команда «Торино» возвращалась домой из Португалии, разбился о горный склон у Суперги, рядом с Турином. Погибло 18 футболистов, в том числе и ядро итальянской команды, капитаном которой был Валентино Маццола. Среди погибших были журналисты, официальные лица и английский тренер Лесли Ливси. К тому времени «Торино» 4 раза подряд становился чемпионом Италии, а в год трагедии шёл на первом месте с отрывом в 4 очка от ближайших соперников.

## 6 февраля 1958 года. «Манчестер Юнайтед»
- 6 февраля 1958 года самолёт с футболистами «Манчестер Юнайтед» на борту потерпел крушение при взлете в аэропорту Мюнхена. Погибло 24 человека, в том числе восемь футболистов из легендарных «малышей Басби», трое работников клуба и восемь журналистов. «Манчестер Юнайтед» возвращался домой после ответной четвертьфинальной игры Кубка европейских чемпионов с белградским клубом «Црвена Звезда». Эта встреча закончилась вничью и позволила английскому клубу выйти в полуфинал Кубка европейских чемпионов.

В живых остался легендарный вратарь сборной Северной Ирландии Гарри Грегг, который помог вытаскивать раненых футболистов из-под обломков самолёта. Через полгода он восстановился от травмы и вновь занял место в воротах «Манчестер Юнайтед».

## 16 июля 1960 года.Сборная Дании
При приземлении в аэропорту Каструп города Эресунн на острове Амагер (Дания) вблизи Копенгагена потерпел катастрофу самолёт со второй сборной Дании на борту. Погибли 8 футболистов. Эти игроки готовились к Олимпийскому футбольному турниру в Риме. Несмотря на трагедию, Датский футбольный союз решил не отказываться от участия в Олимпиаде, где в итоге сборная выиграла серебряные медали.

## 3 апреля 1961 года. «Грин Кросс»
3 апреля 1961 года команда южной зоны первого дивизиона Чемпионата Чили — «Грин Кросс» (Сантьяго), разбилась в полном составе в горном массиве Лас-Ластимас в Кордильерах при возвращении из города Осорио (Чили). 24 человека погибло.

## 26 сентября 1969 года. «Стронгест»
19 игроков и руководителей клуба «Стронгест», самой популярной команды Боливии, погибли в авиакатастрофе. Их самолёт разбился в Андах, когда команда летела к себе на родину в город Ла-Пас.

## 31 декабря 1970 года. «Эйр-Ликвид»
Команда «Эйр-Ликвид» (Алжир), летевшая на товарищескую встречу в Испанию, погибла в авиакатастрофе в полном составе.

## 11 августа 1979 года. «Пахтакор»
17 игроков и тренеров ташкентского клуба «Пахтакор» (СССР) погибли в авиакатастрофе, когда Ту-134, в котором команда летела в Минск на очередной матч чемпионата СССР с минским «Динамо», столкнулся с другим Ту-134 на высоте 8400 метров. После этой трагедии команда в этом и нескольких последующих чемпионатах была усилена добровольцами из других клубов, а в регламент чемпионата СССР по футболу была внесена статья, по которой в течение трёх лет (включая чемпионат СССР 1979 года) независимо от результатов «Пахтакор» сохранял место в Высшей лиге советского футбола. Позже основной состав «Пахтакора» формировался из игроков дублирующего и даже юниорского состава.

## 8 декабря 1987 года. «Альянса Лима»
43 человека — игроки, руководители команды и болельщики «Альянсы» погибли в авиакатастрофе, когда команда возвращалась домой после матча национального чемпионата. Самолёт упал в море в 6 милях севернее столицы Перу.

## 7 июня 1989 года. Нидерландские футболисты
При посадке в аэропорту столицы Суринама Парамарибо разбился самолёт рейсом из Амстердама. Среди погибших — 23 голландских футболиста суринамского происхождения. По случайности среди пассажиров не оказалось Рууда Гуллита и Франка Райкаарда.

## 27 апреля 1993 года.Сборная Замбии
18 футболистов сборной Замбии погибли в авиакатастрофе. Самолёт, на котором команда летела на отборочный матч к чемпионату мира со сборной Сенегала, упал в море у берегов Габона.

## 28 ноября 2016 года. Игроки бразильского футбольного клуба «Шапекоэнсе»
Самолет Avro RJ-85, летевший из боливийского Санта-Крус-де-ла-Сьерра в колумбийский Медельин, на борту которого находились члены бразильского футбольного клуба «Шапекоэнсе» и журналисты, разбился перед заходом на посадку на территории колумбийской провинции Антьокия, недалеко от реки Рионегро, вечером в понедельник, 28 ноября, в 22:15 по местному времени. На борту лайнера находились 72 пассажира и 9 членов экипажа, выжили всего 6 человек. Погибла большая часть клубного состава (в том числе капитан команды Клебер Сантана), в полном составе погиб тренерский штаб клуба.